# Ljudski serumski albumin
Ljudski serumski albumin je najzastupljeniji protein u ljudskoj krvnoj plazmi. On se formira u jetri. Albumin sačinjava oko polovine krvnog serumskog proteina. On je rastvoran i monomeran. Albuminom se transportuju hormoni, masne kiseline, i druga jedinjenja, puferuje pH, i održava osmotski pritisak, i vrši niz drugih funkcija.

## Literatura
- Komatsu T; Nakagawa A; Curry S;  . (2009). „The role of an amino acid triad at the entrance of the heme pocket in human serum albumin for O(2) and CO binding to iron protoporphyrin IX”. Org. Biomol. Chem. 7 (18): 3836—41. PMID 19707690. doi:10.1039/b909794e.
- Milojevic J, Raditsis A, Melacini G (2009). „Human Serum Albumin Inhibits Aβ Fibrillization through a "Monomer-Competitor" Mechanism”. Biophys. J. 97 (9): 2585—94. PMC 2770600 . PMID 19883602. doi:10.1016/j.bpj.2009.08.028.
- Silva AM, Hider RC (2009). „Influence of non-enzymatic post-translation modifications on the ability of human serum albumin to bind iron. Implications for non-transferrin-bound iron speciation”. Biochim. Biophys. Acta. 1794 (10): 1449—58. PMID 19505594. doi:10.1016/j.bbapap.2009.06.003.
- Otosu T, Nishimoto E, Yamashita S (2010). „Multiple conformational state of human serum albumin around single tryptophan residue at various pH revealed by time-resolved fluorescence spectroscopy”. J. Biochem. 147 (2): 191—200. PMID 19884191. doi:10.1093/jb/mvp175.
- Blindauer CA; Harvey I; Bunyan KE;  . (2009). „Structure, Properties, and Engineering of the Major Zinc Binding Site on Human Albumin”. J. Biol. Chem. 284 (34): 23116—24. PMC 2755717 . PMID 19520864. doi:10.1074/jbc.M109.003459.
- Juárez J; Lápez SG; Cambán A;  . (2009). „Influence of electrostatic interactions on the fibrillation process of human serum albumin”. J Phys Chem B. 113 (30): 10521—9. PMID 19572666. doi:10.1021/jp902224d.
- Fu BL; Guo ZJ; Tian JW;  . (2009). „[Advanced glycation end products induce expression of PAI-1 in cultured human proximal tubular epithelial cells through NADPH oxidase dependent pathway]”. Xi Bao Yu Fen Zi Mian Yi Xue Za Zhi. 25 (8): 674—7. PMID 19664386.
- Ascenzi P; di Masi A; Coletta M;  . (2009). „Ibuprofen Impairs Allosterically Peroxynitrite Isomerization by Ferric Human Serum Heme-Albumin”. J. Biol. Chem. 284 (45): 31006—17. PMC 2781501 . PMID 19734142. doi:10.1074/jbc.M109.010736.
- Sowa ME, Bennett EJ, Gygi SP, Harper JW (2009). „Defining the Human Deubiquitinating Enzyme Interaction Landscape”. Cell. 138 (2): 389—403. PMC 2716422 . PMID 19615732. doi:10.1016/j.cell.2009.04.042.
- Curry S (2002). „Beyond expansion: structural studies on the transport roles of human serum albumin”. Vox Sang. 83 Suppl 1: 315—9. PMID 12617161.
- Guo S; Shi X; Yang F;  . (2009). „Structural basis of transport of lysophospholipids by human serum albumin”. Biochem. J. 423 (1): 23—30. PMID 19601929. doi:10.1042/BJ20090913.
- de Jong PE, Gansevoort RT (2009). „Focus on microalbuminuria to improve cardiac and renal protection”. Nephron Clin Pract. 111 (3): c204—10; discussion c211. PMID 19212124. doi:10.1159/000201568.
- Page TA; Kraut ND; Page PM;  . (2009). „Dynamics of loop 1 of domain I in human serum albumin when dissolved in ionic liquids”. J Phys Chem B. 113 (38): 12825—30. PMID 19711930. doi:10.1021/jp904475v.
- Roche M; Rondeau P; Singh NR;  . (2008). „The antioxidant properties of serum albumin”. FEBS Lett. 582 (13): 1783—7. PMID 18474236. doi:10.1016/j.febslet.2008.04.057.
- Wyatt AR, Wilson MR (2010). „Identification of Human Plasma Proteins as Major Clients for the Extracellular Chaperone Clusterin”. J. Biol. Chem. 285 (6): 3532—9. PMC 2823492 . PMID 19996109. doi:10.1074/jbc.M109.079566.
- Cui FL; Yan YH; Zhang QZ;  . (2010). „A study on the interaction between 5-Methyluridine and human serum albumin using fluorescence quenching method and molecular modeling”. J Mol Model. 16 (2): 255—62. PMID 19588173. doi:10.1007/s00894-009-0548-4.
- Caridi G; Dagnino M; Simundic AM;  . (2010). „Albumin Benkovac (c.1175 A > G; p.Glu392Gly): a novel genetic variant of human serum albumin”. Transl Res. 155 (3): 118—9. PMID 20171595. doi:10.1016/j.trsl.2009.10.001.
- Deeb O; Rosales-Hernández MC; Gámez-Castro C;  . (2010). „Exploration of human serum albumin binding sites by docking and molecular dynamics flexible ligand-protein interactions”. Biopolymers. 93 (2): 161—70. PMID 19785033. doi:10.1002/bip.21314.
- Karahan SC; Koramaz I; Altun G;  . (2010). „Ischemia-modified albumin reduction after coronary bypass surgery is associated with the cardioprotective efficacy of cold-blood cardioplegia enriched with N-acetylcysteine: a preliminary study”. Eur Surg Res. 44 (1): 30—6. PMID 19955769. doi:10.1159/000262324.
- Jin C; Lu L; Zhang RY;  . (2009). „Association of serum glycated albumin, C-reactive protein and ICAM-1 levels with diffuse coronary artery disease in patients with type 2 diabetes mellitus”. Clin. Chim. Acta. 408 (1–2): 45—9. PMID 19615354. doi:10.1016/j.cca.2009.07.003.

## Spoljašnje veze
- [https://archive.today/20121128233355/160.114.99.91/astrojan/protein/pictures/albumin3.jpg
- Архивирано на веб-сајту  (2. март 2009)
- [https://web.archive.org/web/20160303181925/http://www.hprd.org/summary?protein=00062&isoform_id=00062_1&isoform_name=Isoform_1